# Bantu nyelvek
A bantu nyelvek a Niger-kongói nyelvcsaládhoz tartoznak. A bantu nyelveket –  amelyekbe szám szerint 500-600 nyelv tartozik – több mint 180 millióan beszélik.
A sok száz bantu nyelv belső osztályozásával több kutató próbálkozott. Leginkább Malcolm Guthrie rendszerére szoktak hivatkozni, aki e nyelveket zónák szerint csoportosította.

A térképen a Niger-kongói nyelvcsalád nyelvei. A bantu nyelvek szürkével

## Főbb nyelvek
| Nyelv       | Alternatív név              | A beszélők száma (millió fő) | Guthrie- Zóna | Fő elterjedési területe                                                       |
| ----------- | --------------------------- | ---------------------------- | ------------- | ----------------------------------------------------------------------------- |
| szuahéli    | Swahili, Suaheli, Kiswahili | 75-80                        | G40           | Tanzánia, Kenya, Uganda, Ruanda, Burundi, Kongói Demokratikus Közt., Mozambik |
| sona        | Shona, Chishona             | 11                           | S10           | Zimbabwe, Zambia                                                              |
| zulu        | isiZulu                     | 10                           | S40           | Dél-afrikai Közt., Lesotho, Szváziföld, Malawi                                |
| csicseva    | Cseva, Nanja                | 10                           | N30           | Malawi, Zambia, Mozambik                                                      |
| lingala     | Ngala                       | 9                            | C40           | Kongói Köztársaság, Kongói Demokratikus Közt.                                 |
| ruandai     | Kinyarwanda, Fumbira        | 8                            | J60           | Ruanda, Burundi, Uganda                                                       |
| xhosza      | Isixhosa, Xhosa             | 7,5                          | S40           | Dél-Afrikai Közt., Lesotho                                                    |
| luba-kaszai | Chiluba                     | 6,5                          | L30           | Kongó                                                                         |
| kikuju      | Kikuyu                      | 5,5                          | E20           | Kenya                                                                         |
| kituba      | Kutuba                      | 5                            | H10           | Kongó                                                                         |
| ganda       | luganda                     | 5                            | J10           | Uganda                                                                        |
| rundi       | Kirundi                     | 5                            | J60           | Burundi, Ruanda, Uganda                                                       |
| makua       | Makhuwa                     | 5                            | P30           | Mozambik                                                                      |
| szotó       | Sesotho                     | 5                            | S30           | Lesotho, Dél-Afrikai Közt.                                                    |
| cvána       | Setswana                    | 5                            | S30           | Botswana, Dél-Afrikai Közt.                                                   |
| mbundu      | Umbundu                     | 4                            | R10           | Angola (Benguela)                                                             |
| mbundu      | Kimbundu                    | 3                            | H20           | Angola (Luanda)                                                               |
| pedi        | Sepedi, északi szotó        | 4                            | S30           | Dél-Afrikai Közt., Botswana                                                   |
| luyia       | Luluyia                     | 3,6                          | J30           | Kenya                                                                         |
| bemba       | Chibemba                    | 3,6                          | M40           | Zambia, Kongó                                                                 |
| tsonga      | Xitsonga                    | 3,3                          | S50           | Dél-Afrikai Közt., Mozambik, Zimbabwe                                         |
| sukuma      | Kisukuma                    | 3,2                          | F20           | Tanzánia                                                                      |
| kamba       | Kikamba                     | 3                            | E20           | Kenya                                                                         |

## Nyelvi hasonlóság
A bantu nyelvek közös alapnyelvből való származása vitán felül áll, köztük és a kikövetkeztetett alapnyelv között hangtörvényeket mutatott ki Carl Meinhof. Alapszókincsüknek mintegy 23-25%-a közös, de a közelebbről rokon nyelvek között ez az arány magasabb.
A bantu nyelvek hasonlóságát jól szemlélteti az alábbi példa: 
| Nyelv    | Egyes szám: fa | Többes szám: fák |
| -------- | -------------- | ---------------- |
| szuahéli | m-ti           | mi-ti            |
| kikongo  | n-ti           | mi-ti            |
| zulu     | umu-thi        | imi-ti           |
| sona     | mu-ti          | mi-ti            |
| kikuju   | mu-ti          | mi-ti            |
| umbundu  | u-ti           | ovi-ti           |

## Bantu szavak a világ nyelveiben
Ilyen szinte mindenki által ismert szó az ubuntu, amely emberiséget jelent, és egy Linux-disztribúció neve is.
Az impala, csimpánz, mamba, Jumbo, Szimba állatnevek, a marimba, mambo (mambo),  rumba, szamba, szafari kulturális szavak is bantu eredetűek (a szuahéli, zulu, csiluba és más nyelvekből, gyakran angol közvetítéssel kerültek a nyugati nyelvekbe).

## Fordítás
- Ez a szócikk részben vagy egészben  a   Bantusprachen című német Wikipédia-szócikk fordításán alapul.  Az eredeti cikk szerkesztőit annak laptörténete sorolja fel. Ez a jelzés csupán a megfogalmazás eredetét és a szerzői jogokat jelzi, nem szolgál a cikkben szereplő információk forrásmegjelöléseként.
- Ez a szócikk részben vagy egészben  a   Bantu languages című angol Wikipédia-szócikk fordításán alapul.  Az eredeti cikk szerkesztőit annak laptörténete sorolja fel. Ez a jelzés csupán a megfogalmazás eredetét és a szerzői jogokat jelzi, nem szolgál a cikkben szereplő információk forrásmegjelöléseként.